# Nematocampa decolorata
Nematocampa decolorata là một loài bướm đêm trong họ Geometridae.